# Asplenium murbeckii
Asplenium murbeckii är en svartbräkenväxtart som beskrevs av Gu och Étrot. Asplenium murbeckii ingår i släktet Asplenium och familjen Aspleniaceae. Inga underarter finns listade.